# 1996年夏季残疾人奥林匹克运动会尼日利亚代表团
1996年夏季残疾人奥林匹克运动会尼日利亚代表团是尼日利亚派出的1996年夏季残疾人奥林匹克运动会代表团。获得3枚金牌、2枚银牌和3枚铜牌。